# Corgatha minor
Corgatha minor är en fjärilsart som beskrevs av Moore 1885. Corgatha minor ingår i släktet Corgatha och familjen nattflyn. Inga underarter finns listade i Catalogue of Life.